# Höldum í átt að óreiðu
Albums de For a Minor Reflection
Reistu þig við, sólin er komin á loft...
Höldum í átt að óreiðu est le second album du groupe islandais For a Minor Reflection. 
Après le succès de leur premier album Reistu þig við, sólin er komin á loft... sortit en 2007 et qui leur avait valu de tourner en première partie de Sigur Rós, les quatre jeunes islandais de For a Minor Reflection s'attaquent en 2009 à la composition d'un second album. Malgré les rumeurs de chant, celui-ci restera instrumental comme son prédécesseur, les membres du groupe n'ayant de toute façon jamais cessé de dire qu'aucun d'entre eux ne savait chanter. Les 10 morceaux sont toutefois d'un nouveau genre, d'un format plus réduit et intégrant des parties de violon, violoncelle ou de piano, notamment sur Dansi Dans où Kjartan et Guðfinnur jouent à quatre mains en concert (concluant toujours leur prestation d'un high five final). Enregistré à Sundlaugin, le studio de Sigur Ros, en août et septembre 2009 avec le producteur américain Scott Hackwith, l'album Höldum í átt að óreiðu (en français : Se dirigeant vers le chaos) sort en juin 2010. La pochette est réalisée par l'artiste islandais Aron Reyr. 
Après l'enregistrement, Jóhannes Ólafsson quitte le groupe pour se consacrer à ses études et est remplacé par Andri Freyr Þorgeirsson, un ami proche.
Le groupe entame alors une tournée à travers l'Europe et l'Amérique du Nord, se produisant dans des petites salles ou des festivals mais recevant toujours un accueil enthousiaste de la part du public. 

## Liste des morceaux
1. Kastljós  – 4:33
2. Fjara  – 2:17
3. Flóð – 4:06
4. Dansi Dans – 3:28
5. Andlega Veðurtepptir - 6:33
6. Tómarúm  – 2:26
7. Sjáumst Í Virginíu – 14:28
8. Átta - 4:30
9. A Moll - 6:36
10. Séð Til Lands - 2:18

## Membres du groupe
- Kjartan Holm – Guitare
- Guðfinnur Sveinsson – Guitare
- Elvar Jón Guðmundsson – Basse
- Jóhannes Ólafsson - Batterie studio
- Andri Freyr Þorgeirsson - Batterie tournée

- Scott Hackwith – Producteur